# 匡州 (陝西省)
匡州（きょうしゅう）は、中国にかつて存在した州。現在の陝西省楡林市呉堡県及び米脂県一帯に設置された。
619年（武徳2年）、唐代により綏州総管府に匡州が設置され、安定県及び源泉県の2県を管轄した。628年（貞観2年）に廃止された。